# Trichuriella monsoniae
Trichuriella monsoniae là loài thực vật có hoa thuộc họ Dền. Loài này được (L. f.) Bennet miêu tả khoa học đầu tiên năm 1985.